# Klimaatconferentie van Glasgow 2021
De Klimaatconferentie van Glasgow 2021 (COP26) was een conferentie van de Verenigde Naties over klimaatverandering, die gehouden werd in de Scottish Events Campus te Glasgow, Verenigd Koninkrijk, in partnerschap met Italië. De conferentie was de 26ste Conference of the Parties (COP26) in het kader van het Klimaatverdrag (UNFCCC), de 16e sessie van de partners in het Kyoto-protocol (CMP 16), en de 3e sessie van de partners in uitvoering van het Akkoord van Parijs (CMA 3). De conferentie volgde op de Klimaatconferentie in Madrid in 2019 – COP25. 
De conferentie was aanvankelijk gepland van 1 tot 12 november 2020. Vanwege de coronapandemie in 2020 werd echter besloten de conferentie uit te stellen tot eind 2021. Ook de tussentijdse besprekingen in Bonn werden verschoven.

## Organisatie
Het Verenigd Koninkrijk won de toewijzing van de conferentie, na een samenwerkingsakkoord met Italië. De conferentie zou doorgaan in Glasgow, terwijl Italië gastland zou worden van de voorbereidende vergaderingen, en een jeugdevenement.
Glasgow, en het Verenigd Koninkrijk in het algemeen, gingen er prat op een voortrekkersrol te spelen in het klimaatgebeuren. De conferentie, waarop men 30.000 deelnemers verwachtte, beloofde een belangrijke gebeurtenis te worden, omdat die plaats zou vinden kort na de Amerikaanse presidentsverkiezingen, en een eerste herziening van het Akkoord van Parijs centraal zou staan. Als voorzitter van de conferentie was eerst Claire Perry O'Neill aangesteld, maar op 13 februari 2020 werd in O'Neills plaats staatssecretaris Alok Sharma benoemd.

## Resultaten
Op de conferentie werd het “Klimaatpact van Glasgow” aangenomen, wat onder meer inhield:
- Het steenkoolgebruik “geleidelijk verminderen” (in de ontwerptekst was sprake van “uitfasering”, maar dat werd last-minute geweigerd door China en India.
- De klimaatfinanciering “uit alle bronnen te mobiliseren” (maar zonder concrete cijfers).

Andere beslissingen, genomen op COP26:
- De ontbossing tegen 2030 te stoppen en om te keren.[6]
- De methaanuitstoot te verminderen.[7]
- De verkoop van verbrandingsmotoren tegen 2035 in grote markten wereldwijd te beëindigen en in 2040 wereldwijd.[8]

De meeste deelnemers noemden de conferentie “teleurstellend”. Op de slotzitting zagen journalisten dat voorzitter Sharma “vocht tegen tranen”.

## Nakomen afspraken
Op COP27 lanceerde het VK een "Partnerschap voor Bos- en Klimaatleiders" om te werken aan uitvoering van de afspraken over ontbossing. Alleen de westerse landen en Japan traden toe. Bosrijke landen als Rusland, China, Brazilië, Congo-Kinshasa, Indonesië en Peru lieten het afweten.